# Ferrocarril Chiapas Mayab
El Ferrocarriles Chiapas-Mayab es una empresa ferroviaria mexicana de propiedad estatal en el sureste de México desde 2016. Comenzó a funcionar en septiembre de 1999 a raíz de la privatización de Ferrocarriles Nacionales de México

## Historia
Ferrocarriles Chiapas-Mayab se convirtió en subsidiaria de Genesee y Wyoming en 1999 con una concesión de 30 años para operar el ferrocarril. El ferrocarril fue dañado por el huracán Stan en octubre de 2005. El huracán dañó más de 175 millas de vías y Genesee y Wyoming no tenían capacidad financiera para reparar el ferrocarril. El 25 de junio de 2007, Genesee & Wyoming Inc anunció que renunciaba a su concesión de 30 años y liquidaba FCCM SA para fines de 2007. La operación de Ferrocarriles Chiapas-Mayab fue asumida oficialmente por Ferrocarril del Istmo de Tehuantepec en 2008. En 2012, la Secretaría de Comunicaciones y Transportes modificó la concesión ferroviaria para mantener los ferrocarriles bajo el control del gobierno y permitir que cualquier inversionista potencial operara las operaciones de carga. Para 2013, la Secretaría de Comunicaciones y Transportes anunció que había otorgado la nueva concesión modificada a Viabilis Holdings para continuar con las operaciones de Ferrocarriles Chiapas-Mayab por un período de 30 a 50 años.

### Críticas
Los empleados que trabajan para Ferrocarriles Chiapas-Mayab, así como la SCT, han criticado a la gerencia por el deterioro y la falta de mantenimiento de la infraestructura ferroviaria, citando el potencial de descarrilamiento de petroquímicos y la pérdida de vidas. El secretario general del gremio ferroviario de Yucatán, ha criticado a Ferrocarriles Chiapas-Mayab por el descenso de la velocidad de treinta y cinco kilómetros por hora a diez kilómetros por hora. La Cámara Nacional de la Industria de la Transformación citó que el ferrocarril se descarrila 200 veces al año en promedio.

### Pérdida de concesión
Para 2016, la Secretaría de Comunicaciones y Transportes (SCT) se impacientaba por el deterioro del ferrocarril, así como por las crisis migratorias en las que migrantes centroamericanos viajaban encima de los trenes. El 23 de agosto de 2016, la Secretaría de Comunicaciones y Transportes revocó la concesión a Viabilis Holdings. Citando que, "Por razones de interés, utilidad pública y seguridad nacional" como razón revocaba la concesión. Viabilis Holdings recibió 60 días para retirar y disponer de la propiedad, el equipo y las instalaciones fuera de la vía férrea.
Uno de los accionistas de Ferrocarriles Chiapas Mayab, Pedro Topete Vargas, denunció la revocatoria de su concesión como "un acto de venganza" del secretario de Comunicaciones y Transportes Ruiz Esparza. Por litigio de su otra empresa, Infraiber, hacia la favorita de la SCT, OHL, a la que Vargas ha acusado de corrupción y favoritismo.

## Ruta

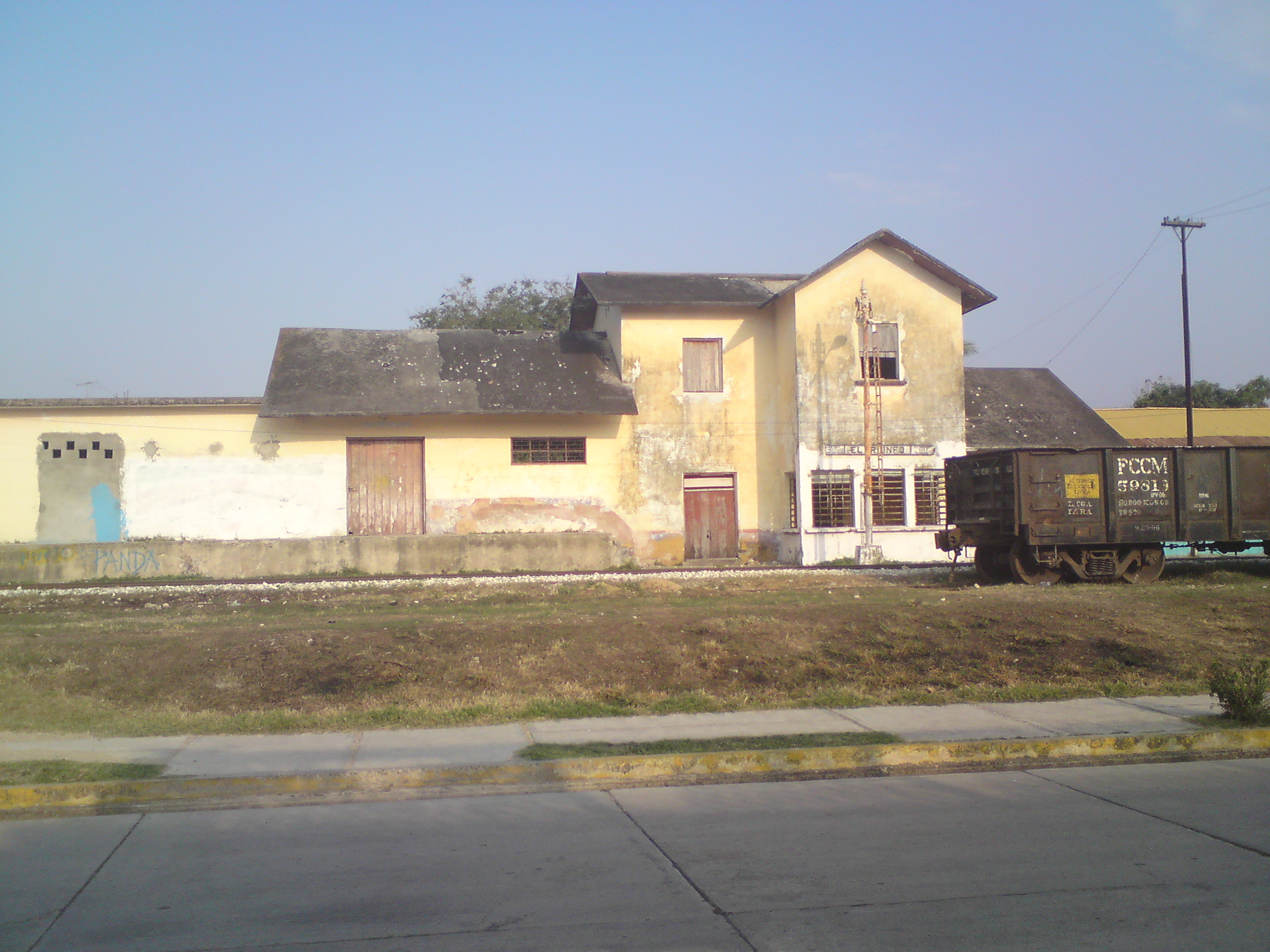
Estación de Villa El Triunfo

Estaba ubicado en los siguientes estados mexicanos:
- Yucatán
- Campeche
- Chiapas
- Tabasco
- Veracruz
- Oaxaca

Conectando con diferentes poblados y centros de transportes como Mérida, Campeche y el puerto de Coatzacoalcos a lo largo de la costa del Golfo de México con Ixtepec, Arriaga, Tonalá, Tapachula y Ciudad Hidalgo, estas dos últimas en la frontera con Guatemala a lo largo de la costa del Océano Pacífico.
También poseía 321 km de derechos de paso que comunica el puerto de Coatzacoalcos con Salina Cruz, permitiendo conectar el tráfico en las dos rutas. Poseía una conexión con Ferrosur en Coatzacoalcos, lo que posibilitaba el transporte de carga hacia otras redes de otros concesionarios.

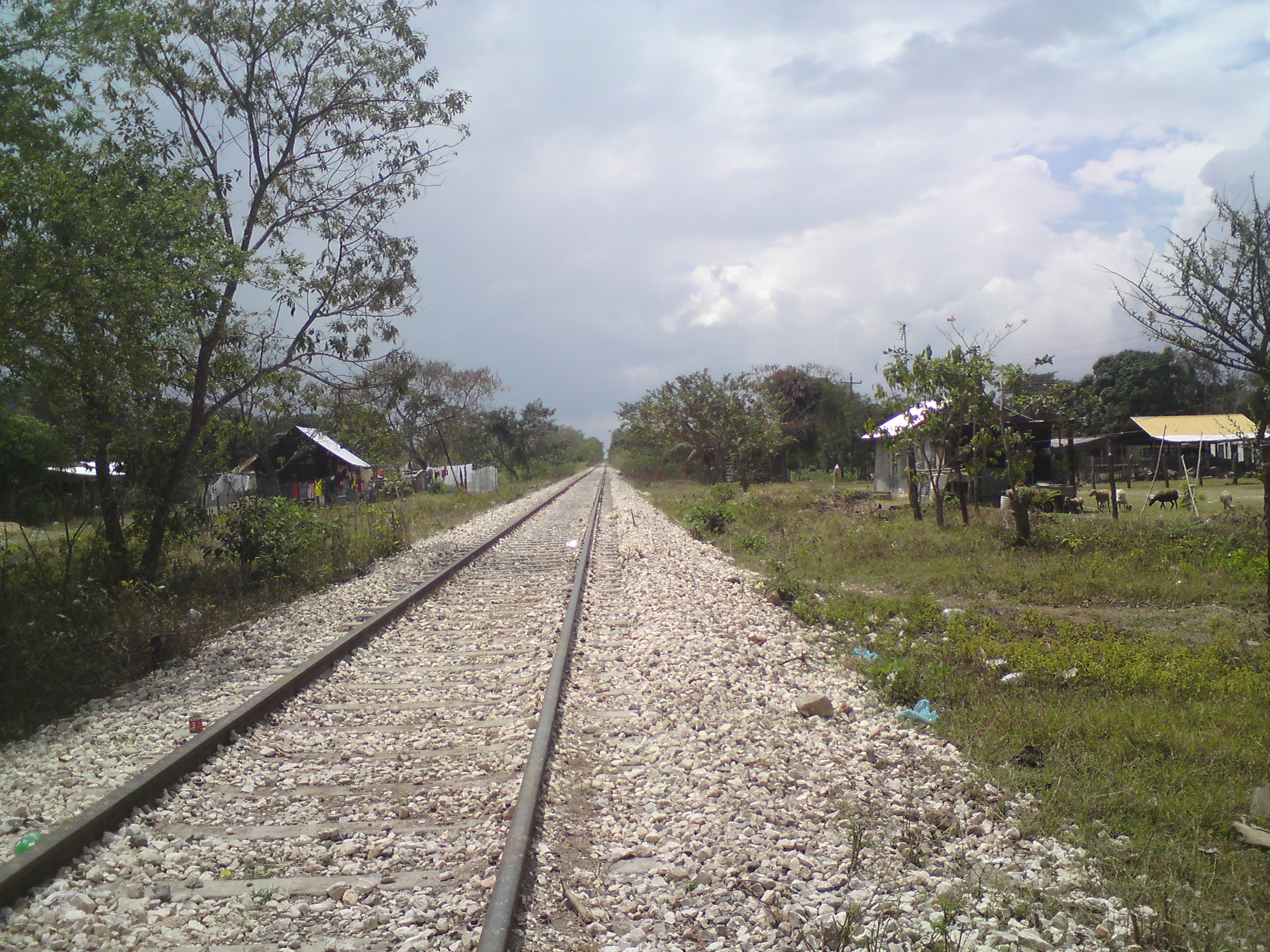
Vías del Ferrocarril

Los principales productos transportados por este ferrocarril eran cemento, maíz, arroz, azúcar, diésel, gas propano y fertilizantes.

## Rehabilitación de vías
En septiembre de 2014, la Secretaría de Telecomunicaciones y Transportes anunció que el gobierno federal iba a invertir 6 mil millones de pesos para rehabilitar la vía férrea en parte para disuadir a los inmigrantes centroamericanos de hacer autostop en el tren, así como para aumentar la velocidad de la carga ferroviaria en la región.

## Material rodante
Este el equipo que operaba el Chiapas-Mayab. Después de su desaparición las locomotoras pasaron al Ferrocarril Del Istmo De Tehuantepec pero rápidamente las desecharon.
- GE C30-7
- GE U30B Y U33B
- GE U23B
- EMD GP38-2
- FCCM 201-A (GP40) Madre
- FCCM 201-B (GP35) Slug
- EMD SW1504
- EMD G12